# 阳平公主 (元匡之女)
阳平公主（?—?），元氏，后改拓跋氏，魏宣武帝元恪之女，出土墓志则记载是侍中、司空公、东平王元匡之女。
公主嫁宇文测。宇文测是宇文泰的族子，拜驸马都尉。宇文测好施舍，除了衣食，家无蓄积。在洛阳时，曾被窃盗，所失物即其妻阳平公主的衣服。州县擒盗，人赃俱获。宇文测恐怕盗贼因此而死，是以不承认赃物是自己的。后来盗贼遇赦得免。盗贼感恩，请为宇文测左右。随宇文测从魏孝武帝西迁。